# Joachim Deecke
Joachim Deecke (29 de Junho de 1912 - 31 de Outubro de 1943) foi um comandante de U-Boot que serviu na Kriegsmarine durante a Segunda Guerra Mundial.